# Thure Oskarsson
Thure Reinhold Oskarsson, född 23 maj 1897 i Sankt Lars församling i Linköping, död 20 juli 1976 i Snöstorps församling, Hallands län, var en svensk författare. Han var far till arkitekt Göran Oskarsson.
Oskarsson, som var son till kvarnmästaren Karl Oskar Andersson och Maria, född Andersson, var anställd som brevbärare vid Postverket 1920–1957. Han var ordförande i kommunalfullmäktige i Stora Tuna landskommun 1940, ledamot av kommunalnämnden 1957–1963 och skolstyrelsen 1928–1963. Han var ledamot av utskrivningsnämnden för Säters mentalsjukhus 1955. Han var medlem av Wallinsamfundet.

### Varia
- Oxford och en socialist (1938)

### Romaner
- Bortom allt (1939)
- Styvbarn (1941)
- Han, som stod utanför (1942)
- Den berömda tillfälligheten (1943)
- Vägen smalnar (1944)
- Arvingar (1945)
- Bländverk (1946)
- Faktorn X (1947)